# Kuliokite-(Y)
La kuliokite-(Y) è un minerale.